# Sarniak (województwo pomorskie)
Sarniak – osada  w Polsce położona w województwie pomorskim, w powiecie bytowskim, w gminie Bytów. 
Osada kaszubska wchodząca w skład  sołectwa Gostkowo.
W latach 1975–1998 miejscowość położona była w województwie słupskim.